# يوجين فينك
يوجين فينك (بالألمانية: Eugen Fink)‏ هو فيلسوف ألماني، ولد في 11 ديسمبر 1905 في كونستانس في ألمانيا، وتوفي في 25 يوليو 1975 في فرايبورغ في ألمانيا.

## وصلات خارجية
- يوجين فينك على موقع الموسوعة البريطانية (الإنجليزية)
- يوجين فينك على موقع ديسكوغز (الإنجليزية)